# Sonia Sotomayor
Sonia Maria Sotomayor (New York, 25 juni 1954) is een Amerikaans juriste, en werkzaam als rechter bij het Hooggerechtshof van de Verenigde Staten.

## Studie
Zij is geboren en getogen in de New Yorkse wijk The Bronx en stamt af van Puerto Ricaanse ouders. Ze studeerde aan de Princeton-universiteit en behaalde hier de titel Bachelor of Arts. Zij vervolgde haar studie aan de Yale Law School waar zij in 1979 de titel Juris Doctor behaalde.

## Carrière
Zij begon haar carrière als Assistant District Attorney in New York County. In 1984 maakt zij de overgang naar de private sector. In 1991 werd zij vervolgens door George H.W. Bush voorgedragen voor een zetel in de U.S. District Court for the Southern District of New York, een positie die zij vanaf 1992 ook daadwerkelijk bekleedde. In 1997 werd zij door Bill Clinton voorgedragen voor een zetel in de U.S. Court of Appeals for the Second Circuit. In 1998 vond haar benoeming plaats.

### Rechter in het Hooggerechtshof
Op 30 april 2009 lekten de pensioensplannen van Hooggerechtshof-rechter David Souter uit. Kort daarna werd bekend dat Sonia Sotomayor de eerste keus als opvolgster was. 
Op 13 juli begon de hoorzitting door de commissie van de Amerikaanse Senaat, een procedure die zou leiden tot haar aanstelling. Op 6 augustus 2009 stemde de Senaat in met de voordracht van Sotomayor, waarna zij werd aangesteld als "associate justice" (rechter) van het Hooggerechtshof.
Zij is hiermee de eerste rechter aan het Hooggerechtshof met een Latijns-Amerikaanse afkomst. Tevens betekent dit dat een recordaantal van zes katholieke rechters in functie zijn aan het Amerikaanse Hooggerechtshof.
Samuel Alito · Amy Coney Barrett · Neil Gorsuch · Ketanji Brown Jackson · Elena Kagan · Brett Kavanaugh · John Roberts · Sonia Sotomayor · Clarence Thomas